# Herbert Norkus
Herbert Norkus (26 de julho de 1916 - 24 de janeiro de 1932) foi um adepto da Juventude Hitlerista, e assassinado por comunistas enquanto fazia propaganda em sua área residencial. Herbert Norkus foi inspiração para o filme O Jovem Hitlerista Quex de Hans Steinhoff, interpretado por Jürgen Ohlsen. Na época do III Reich, considerado um "molde para os indivíduos da Juventude de Hitler".